# Ib (mitología)
Ib, simbolizado por el corazón, era considerado una de las partes espirituales más importantes del ser humano, según la mitología egipcia.
Los egipcios emplearon dos palabras diferentes para designar el corazón: ib y haty. Con el término ib se suelen referir al corazón como órgano que originaba los sentimientos, la sede del pensamiento, memoria, inteligencia, conciencia, imaginación, valor, fuerza vital, el deseo, etc. La palabra haty (ḥ3ty) solía utilizarse para indicar el corazón en su aspecto físico. Como para otras antiguas culturas, el corazón era la sede de las emociones, también del pensamiento intelectual, conciencia y moralidad.
| F34 | Z1 |

| F34 | Z1 |

## La importancia deliben la mitología egipcia

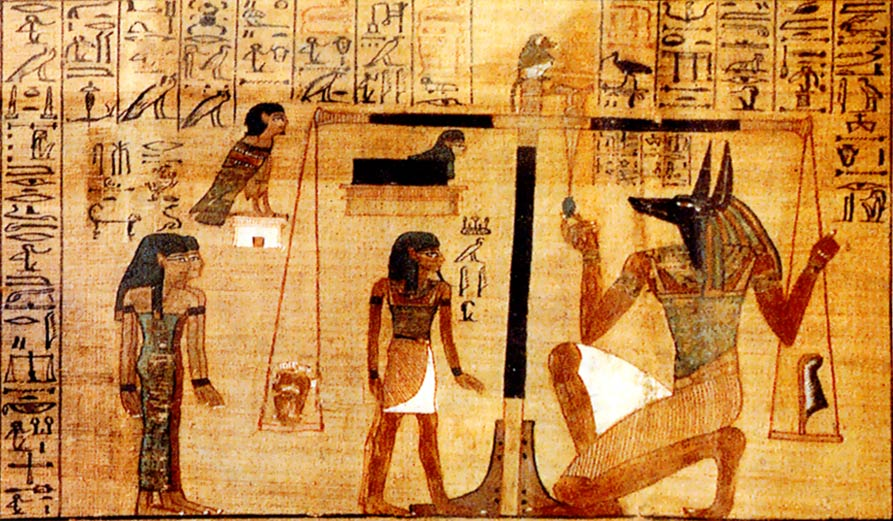
El juicio de Osiris del Libro de los Muertos.

La escatología egipcia suponía que el corazón, tras la muerte, era sometido a la psicostasis: el ib, representado por el corazón del difunto, era depositado por los dioses en el platillo de una balanza y en el otro estaba situada la Maat, la Justicia y Armonía universal, simbolizada por una pluma de avestruz. 
En las momias egipcias, en la zona del corazón, se solía colocar un escarabeo, la representación de Jepri, el escarabajo símbolo de la resurrección, con la inscripción: «No hablarás contra el corazón durante el juicio de Osiris».
Para los antiguos egipcios, los componentes del espíritu humano son: Ib, Ka, Ba, Aj, Ren y Sheut.

## Eliben el lenguaje egipcio
Entre los antiguos egipcios, la concepción animista del corazón quedaba expresada en frases cotidianas como: aut-ib «alegría» (literalmente: amplitud de corazón), aqa-ib «honrado» (de corazón correcto), uba-ib «confiar en» (abrir el corazón), ua-ib «insolente» (exceso de corazón), uah-ib «capaz de hacer» (soltar el corazón), beten-ib «insolente» (de corazón desafiante), hehy-en-ib «ingenioso» (de corazón que busca), Jak-ib «enajenado» (carente de corazón).